# Yongtai (Fuzhou)

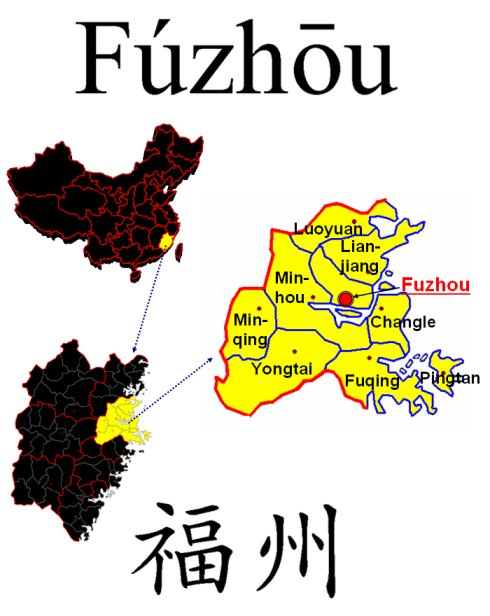
Gliederung der bezirksfreien Stadt Fuzhou

Yongtai (chinesisch 永泰县, Pinyin Yǒngtài Xiàn) ist ein chinesischer Kreis der bezirksfreien Stadt Fuzhou, der Hauptstadt der Provinz Fujian. Er hat eine Fläche von 2.229 km² und zählt 281.216 Einwohner (Stand: 2020).
Die daoistische Mingshanshi-Stätte (Mingshanshi 名山室) steht seit 2006 auf der Liste der Denkmäler der Volksrepublik China (6-579).